# Arenasoma terricola
Arenasoma terricola är en rundmaskart som beskrevs av Yeates 1967. Arenasoma terricola ingår i släktet Arenasoma och familjen Tripyloididae. Inga underarter finns listade i Catalogue of Life.